# سكينة الشهابي
سَكِينة الشِّهابي (1352- 1427 هـ / 1933- 2006 م) عالمة سورية في التاريخ والتراث، وباحثة مُحقِّقة، وأديبة ناقدة كاتبة. وهي أولُ باحثة عربية يقوم مشروعُها الفكري على التراث وإحيائه ودراسة قضاياه، وتُعَدُّ من أجلِّ المحقِّقات العربيات المعاصرات، وأغزرهنَّ تحقيقًا. اشتَهَرت بتحقيقها العلمي الرصين لأكثر من أربعين مجلَّدًا من تاريخ دمشق لابن عساكر. لُقِّبت بأمِّ المحقِّقين، وتوفيت عن خمس وسبعين سنةً عزباءَ لم تتزوَّج.

## ولادتها وتحصيلها
وُلدت سَكِينة بنت علي الحَمْدان الشِّهابي في مدينة الباب من أعمال حلب، يوم السبت 21 ربيع الآخر 1352هـ الموافق 12 أغسطس (آب) 1933م. والصواب في ضبط اسمها سَكِينة (بفتح السين وكسر الكاف) كما أكَّدَته، وقد شاع على ألسنة الباحثين (سُكَينة) بالتصغير، وكانت تُخاطَب به ولا تعترض.
نشأت يتيمة فقيرة؛ إذ توفِّي والدُها وهي في الخامسة من عمرها سنة 1938، وكان شيخًا من أهل العلم والصلاح صوفيًّا نقشبنديًّا ينظم الشعر، ومن حينئذٍ عانت مع إخوتها، وأكبرُهم لم يبلُغ العشرين من العمر؛ فلم يترك لهم والدُهم مالًا ولا عَقارًا.
لم تدخل مدرسةً قطُّ، ولكن كان لديها رغبة كبيرة بالتعلُّم، فتعلَّمت قراءةَ القرآن الكريم بمساعدة إخوتها في البيت، ثم تعلَّمت القراءة والكتابة، وأقبلت على قراءة الصُّحف والمجلَّات والقصص. وحين ظهر تميُّزها مع أختها الصُّغرى شُجِّعَتا على تقديم امتحان الشهادة الابتدائية بدراسة حُرَّة، فنجَحَتا، ثم تقدَّمَتا للحصول على الشهادة الإعدادية، فالشهادة الثانوية في دراسة حرَّة أيضًا.
انتقلت مع أُسرتها إلى دمشق، فالتحقت هي وأختُها بقسم اللغة العربية في كلية الآداب بجامعة دمشق، وحصلت على شهادة الإجازة منه (بكالوريوس) عام 1962. وكانت بذلك أولَ فتاة تحصل على الشهادة الجامعية في مدينة الباب. ومن كبار أساتذتها في الكلية الأستاذان سعيد الأفغاني والدكتور شكري فيصل.

## أساتذتها
- سعيد الأفغاني.
- شكري فيصل.
- صالح الأشتر.
- مازن المبارك.
- عبد الكريم الأشتر.
- ربحي كمال.
- حسام الخطيب.
- أحمد راتب النفاخ، انتفعت به في منهج التحقيق والبحث العلمي.

## عملها ووظائفها
بعد تخرُّجها تقدَّمت لمسابقة أجرتها وِزارةُ التربية السورية لانتقاء مدرِّسين، وكانت الأُولى فيها، فعملت في تعليم اللغة العربية وآدابها قرابة عشر سنين. عُيِّنت أولًا مدرِّسةً في ثانويات حلب إلى عام 1966، ثم عادت إلى دمشق فعملت مديرةً لثانوية دير عطية للبنات عام 1966- 1967، فثانوية بنات التل عام 1967- 1968، فمدرِّسة في ثانوية المَيدان للبنات من عام 1968 إلى 1973. ووالَت نشرَ مقالات أدبية ونقدية وتاريخية في مجلة الأديب اللبنانية من عام 1970 إلى 1981.
ثم اختارها أستاذها شكري فيصل الأمين العام لمَجمَع اللغة العربية بدمشق للعمل في مجال البحث العلمي وتحقيق التراث بالمَجمَع، في السنة التي توفِّيت فيها والدتُها 1973، وكانت وفاتُها أعظمَ محنة مرَّت عليها في حياتها. وجَّهت عنايتها إلى التراث واتجهت في مقالاتها من الأدب والنقد إلى مجال البحث في شؤون المخطوطات والتحقيق، ونشرت مقالاتٍ وبحوثًا في بعض المجلات العلمية والثقافية، من أهمِّها مجلة مجمع اللغة العربية بدمشق، ومجلة التراث العربي التي يُصدرها اتحاد الكتَّاب العرب، مع استمرارها في النشر في مجلة الأديب.

### تحقيق تاريخ دمشق
سُمِّيت عضوًا في لجنة تحقيق كتاب (تاريخ دمشق) للحافظ ابن عساكر في مجمع اللغة العربية، وكانت اللجنة برئاسة الدكتور شكري فيصل، وعضوية كل من: الدكتور رياض عبد الحميد مراد، والأستاذة روحية النحاس، والأستاذة سكينة الشهابي، والدكتور محمد سعيد الدبَّاس، والدكتور محمد مطيع الحافظ، ثم انضم إليها الأستاذ مُطاع الطرابيشي.
بدأت عملها بالاشتراك مع شكري فيصل في تحقيق ثلاثة أجزاء من التاريخ، ثم تابعت العمل في الكتاب منفردة، تعمل فيه نهارًا في المجمع، وليلًا في بيتها، وصارت كَلِفَةً بالكتاب، متخصِّصة به، ومن أعلم الناس بمنهج مؤلفه فيه، وبأسانيده ورواياته، وموارده، وأصوله الخطية. وحقَّقت منه أكثرَ من أربعين مجلَّدًا (بمقدار نصف الكتاب بتمامه)، منها 39 مجلَّدًا مطبوعًا، جوَّدت فيها تجويدًا، وأتقنت تحقيقها إتقانًا. وقد هامَت بالكتاب ومؤلفه حتى تمنَّت أن تكون زوجةً لابن عساكر في الجنة.
وتُعَدُّ الشهابي أولَ باحثة عربية يقوم مشروعُها الفكري على التراث وإحيائه ودراسة قضاياه. وأغزرَ النساء الباحثات تحقيقًا.

#### الأجزاء التي حققتها:

(رُتِّبت على حسب تواريخ صدورها، لا على أرقامها، فقد نُشرت الأجزاء منجَّمةً على غير ترتيب، بحسَب ما كان يجتمع لديهم من أصول خطية للكتاب).

- المجلد 31، بالاشتراك مع شكري فيصل، وروحية النحاس، ورياض عبد الحميد مراد، ومحمد سعيد الدبَّاس، ومحمد مطيع الحافظ، مجمع اللغة العربية بدمشق، 1977.
- المجلد 33، عبد الله بن جابر - عبد الله بن زيد، بالاشتراك مع شكري فيصل، ومُطاع الطرابيشي، مجمع اللغة العربية بدمشق، 1981.
- المجلد 80، تراجم النساء، دار الفكر بدمشق، 1982.[19]
- المجلد 46، عثمان بن عفان، مجمع اللغة العربية بدمشق، 1984.
- المجلد 39، عبد الله بن مسعود - عبد الحميد بن بكار، مجمع اللغة العربية بدمشق، 1986.
- المجلد 38، عبد الله بن قيس بن مَخْرَمة - عبد الله بن مَسْعَدة، مجمع اللغة العربية بدمشق، 1987.
- المجلد 40، عبد الحميد بن حبيب - عبد الرحمن بن عبد الله، مجمع اللغة العربية بدمشق، 1987.
- المجلد 41، عبد الرحمن بن عبد الله بن الحسن - عبد الرحمن بن المِسْوَر بن مَخْرَمة، مجمع اللغة العربية بدمشق، 1991.
- المجلد 42، عبد الرحمن بن مَصَاد - عبد العزيز بن عمر بن عبد العزيز، مجمع اللغة العربية بدمشق، 1992.
- المجلد 43، عبد العزيز بن عمير - عبد الواحد بن زيد البصري، مجمع اللغة العربية بدمشق، 1993.
- المجلد 37، عبد الله بن عمران - عبد الله بن قيس، مؤسسة الرسالة ببيروت، 1994.
- المجلدان 52 (بعضه) و53، عمر بن الخطاب، مؤسسة الرسالة ببيروت، 1994.
- المجلد 44، عبد الواحد بن سعيد - عُبيدة بن أشعب، مجمع اللغة العربية بدمشق، 1995.
- المجلد 45، عبيدة بن عبد الرحمن بن حكيم - عثمان بن عطاء بن ميسرة، مجمع اللغة العربية بدمشق، 1996.
- المجلد 54، عُمر بن خيران - عَمرو بن بحر، مؤسسة الرسالة ببيروت، 1996.
- المجلد 55، عَمرو بن بشير - عَمرو بن معاوية، مؤسسة الرسالة ببيروت، 1996.
- المجلدان 35 و36، عبد الله بن عبد الرحمن - عبد الله بن علي، وفيهما أبو بكر الصدِّيق، مجمع اللغة العربية بدمشق، 1997.
- المجلد 47، عثمان بن علي - عطاء بن أبي رَباح، مجمع اللغة العربية بدمشق، 1997.
- المجلد 48، عطاء بن أبي صيفي - علي بن أماجور، مجمع اللغة العربية بدمشق، 1999.
- المجلد 49، علي بن صالح بن بري - علي بن صالح، مجمع اللغة العربية بدمشق، 1999.
- المجلد 51، علي بن أبي طالب بن صبيح - علي بن المغيرة، مجمع اللغة العربية بدمشق، 2000.
- المجلد 52، علي بن المقلد بن نصر- عمر بن الخضر بن محمد، مجمع اللغة العربية بدمشق، 2001.
- المجلد 59، قُتَير حاجب معاوية - كيلان نوش بن خسروشاه الجِيلي، مجمع اللغة العربية بدمشق، 2001.
- المجلد 60، لبدة بن عامر - محمد بن إدريس، مجمع اللغة العربية بدمشق، 2002.
- المجلد 61، محمد بن إدريس الرازي - محمد بن خداش الأذرعي، مجمع اللغة العربية بدمشق، 2003.
- المجلد 62، محمد بن خراشة - محمد بن عبد الله المهدي، مجمع اللغة العربية بدمشق، 2004.
- المجلد 63، محمد بن عبد الله الأنصاري - محمد بن عمر الجعابي، مجمع اللغة العربية بدمشق، 2004.
- المجلد 56، عَمرو بن مَعْدِي كَرِب - عِياض بن مسلم، مؤسسة الرسالة ببيروت، 2005.
- المجلد 57، عيسى بن أحمد - فراس الشعباني، مؤسسة الرسالة ببيروت، 2005.
- المجلد 58، فرج بن إبراهيم بن عبد الله - قَتادة بن النعمان بن زيد، مؤسسة الرسالة ببيروت، 2005.
- المجلد 64، محمد بن عمر الكرجي - محمد بن مطرف المدني، مجمع اللغة العربية بدمشق، 2005.
- المجلد 65، محمد بن مظفر بن موسى - مالك بن أدهم السلاماني، مجمع اللغة العربية بدمشق، 2005.
- المجلد 66، مالك بن أدهم الباهلي - مروان بن محمد الطاطري، مجمع اللغة العربية بدمشق، 2005.
- المجلد 67، مروان بن محمد - مُطيع بن إياس، مجمع اللغة العربية بدمشق، 2006.
- المجلد 68، المُظفَّر بن أحمد بن إبراهيم - مَعبَد بن وَهْب المَديني، مجمع اللغة العربية بدمشق، 2007.
- المجلد 69، مَعبَد بن هلال العَنَزي - منصور بن محمد المهدي، مجمع اللغة العربية بدمشق، 2011.
- المجلد 70، منصور بن محمد الوليدي - ميمون بن إبراهيم، مجمع اللغة العربية بدمشق، (نسخة إلكترونية 2018).
- المجلد 71، ميمون بن إسماعيل - واثلة بن الأَسْقَع، مجمع اللغة العربية بدمشق، (نسخة إلكترونية 2018).
- المجلدان 28 و29، شَمْعُون أبو رَيحانة - صُدَي بن عَجْلان، بالاشتراك مع الدكتور محمد مجير الخطيب الحسني، مجمع اللغة العربية بدمشق، (نسخة إلكترونية 2020).
- المجلد 72، تتمة واثلة بن الأَسْقَع - هارون بن عمر بن يزيد بن زياد، مجمع اللغة العربية بدمشق، (في التصحيح والمراجعة تهيئة لنشره).

وشاركت أيضًا في تحقيق (مختصر تاريخ دمشق لابن عساكر) لابن منظور، فحقَّقت أربعة مجلَّدات منه.
وجمعت مكتبة كبيرة أوصت أن تؤولَ بعد وفاتها إلى المركز الثقافي في مسقط رأسها مدينة الباب، وقد أُنفِذَت وصيتها، ووُضعت مكتبتها في مكان خاص، وكُتب عليها: (مكتبة سكينة الشهابي رحمها الله وأجزل مثوبتها).

## آثارها وتحقيقاتها

### تحقيقاتها

1. (تاريخ دمشق) لابن عَساكر (ت 571هـ)، 39 مجلدًا مطبوعًا (تقدَّم ذكرها بالتفصيل).
2. (تاريخ أبي بِشْر هارون بن حاتِم التميمي) (ت 249هـ)، مجلة مجمع اللغة العربية بدمشق، المجلد 53، الجزء الأول، 1398هـ/ 1978م، ص107- 147.[10][21]
3. (رجال عُروَة بن الزُّبَير، وجماعة من التابعين وغيرهم) للإمام مسلم (ت 261هـ)، مجلة مجمع اللغة العربية بدمشق، المجلد 54، الجزء الأول، 1399هـ/ 1979م، ص107- 145.[22]
4. (المعجم المشتَمِلْ على ذكر أسماء شيوخ الأئمَّة النَّبَلْ)[ا] لابن عَساكر (ت 571هـ)، دار الفكر بدمشق، 1401هـ/ 1981م.[8] واستفادت في تحقيقه من أستاذها العلامة أحمد راتب النفاخ.[23]
5. (المُنتخَب من كتاب أزواج النبي ﷺ) للزُّبَير بن بكَّار (ت 256هـ)، مؤسسة الرسالة ببيروت، 1983.[24]
6. (أخبار الوافِدين من الرِّجال من أهل البصرة والكوفة على معاوية) للعبَّاس بن بكَّار الضبِّي (ت 222هـ)، مؤسسة الرسالة ببيروت، 1403هـ/ 1983م.[25]
7. (أخبار الوافِدات من النِّساء على معاوية) للعبَّاس بن بكَّار الضبِّي (ت 222هـ)، مؤسسة الرسالة ببيروت، 1403هـ/ 1983م.[26]
8. (المجلس الثمانون بعد المئتين في فضل عبد الله بن مسعود)، من أمالي الحافظ ابن عساكر (ت 571هـ)، مجلة مجمع اللغة العربية بدمشق، المجلد 58، الجزء الرابع، 1403هـ/ 1983م، ص753- 771.[22]
9. (المجلس 238 في فضل أبي إسحاق سعد بن أبي وقَّاص)، لابن عساكر، مجلة التراث العربي، السنة 3، العددان 11 و12، 1403هـ/ 1983م، ص187- 196.[22]
10. (تلخيص المتشابه في الرَّسم وحماية ما أشكل منه عن بوادر التصحيف والوهم) للخَطيب البَغدادي (ت 463هـ)، جزآن، دار طلاس للدراسات والترجمة والنشر بدمشق، 1985.[27]
11. (طبقات الأسماء المُفردة من الصَّحابة والتابعين وأصحاب الحديث) لأحمد بن هارون البَرْديجي (ت 301هـ)، دار طلاس للدراسات والترجمة والنشر بدمشق، 1987.[12][28]
12. (مختصر تاريخ دمشق لابن عساكر) لابن منظور (ت 711هـ)، المجلد 16، دار الفكر بدمشق، 1988.
13. (مختصر تاريخ دمشق لابن عساكر) لابن منظور، المجلد 13، دار الفكر بدمشق، 1989.
14. (مختصر تاريخ دمشق لابن عساكر) لابن منظور، المجلد 28، دار الفكر بدمشق، 1989.
15. (مختصر تاريخ دمشق لابن عساكر) لابن منظور، المجلد 21، دار الفكر بدمشق، 1990.[29]

### مقالاتها
نشرت الكثير من المقالات والبحوث في المجلات والصُّحف العربية من ذلك:
1. عيون الخُطَب العربية في عيون الأخبار، مجلة الأديب، نوفمبر 1970.
2. ابن قتيبة في الشعر والشعراء، مجلة الأديب، مارس 1972.
3. ميسون، مجلة الأديب، أبريل 1974. وهي مقالة في نقد مسرحية "ميسون" للشاعر سليمان العيسى.
4. الورطة، مجلة الأديب، مايو 1974. وهي مقالة في نقد مسرحية "الورطة" للكاتب توفيق الحكيم.
5. بين العُمدة ونضرة الإغريض، مجلة الأديب، نوفمبر 1974.
6. الملكة زنوبيا، مجلة الأديب، فبراير 1975.
7. تاج الملوك بين البطولة والشعر، مجلة الأديب، يوليو 1975.
8. شرح أبيات سيبويه لأبي محمد السيرافي، مجلة المجمع العلمي العربي بدمشق، يوليو 1977.
9. نزار قباني يجدِّد عَلاقته بالأمَّة العربية بعد تشرين، مجلة الأديب، يناير 1978.
10. تاريخ أبي بشر هارون بن حاتم التميمي، مجلة المجمع العلمي العربي بدمشق، يناير 1978.
11. مع الشاعر عدنان مردم بك في: مسرحية "دير ياسين"، مجلة الأديب، يوليو 1978.
12. من المتهم؟ مجلة الأديب، ديسمبر 1978.
13. بين يدي الطبيب، مجلة الأديب، ديسمبر 1978.
14. الجليس والأنيس للمعافى بن زكريا الجريري، مجلة التراث العربي، يناير 1979.
15. قطعة من تاريخ أصفهان، مجلة المجمع العلمي العربي بدمشق، أكتوبر 1979.
16. استدراكات على المعلِّمي في كتاب الإكمال، مجلة المجمع العلمي العربي بدمشق، أبريل 1980.
17. المجالسة وجواهر العلم، مجلة المجمع العلمي العربي بدمشق، أبريل 1981.
18. أسماء بنت أبي بكر الصدِّيق في تاريخ مدينة دمشق لابن عساكر، مجلة الأديب، مايو 1981.
19. النسوة اللواتي ترجمهن الحافظ ابن عساكر في تاريخ دمشق، مجلة التراث العربي، يوليو 1982.
20. الحدائق الغنَّاء في أخبار النساء أو " تراجم شهيرات النساء" تأليف: علي بن محمد بن جميل المعافري المالَقي - تحقيق الدكتورة عائدة الطيبي، مجلة المجمع العلمي العربي بدمشق، أبريل 1983.[31]
21. حبابة- جارية يزيد بن عبد الملك، مجلة التراث العربي، يناير 1984.
22. البطل الغازي العربي عبد الله البطال في تاريخ مدينة دمشق، مجلة التراث العربي، أبريل 1984.
23. من موارد الحافظ ابن عساكر في التاريخ المجالسة لمحمد بن مروان السعيدي، مجلة التراث العربي، يناير 1986.
24. عبد الرحمن الداخل في تاريخ مدينة دمشق للحافظ الكبير ابن عساكر، مجلة التراث العربي، أبريل 1987.
25. الشاعر القطامي، مجلة التراث العربي، يناير 1991.
26. عَمرو بن مَعْدِي كَرِب الزُّبَيدي، مجلة التراث العربي، أكتوبر 1991.
27. أبو دلف العِجْلي، مجلة التراث العربي، أبريل 1995.
28. عبد الله بن عباس بن عبد المطلب، مجلة المجمع العلمي العربي بدمشق، أبريل 1998.

## قالوا عنها

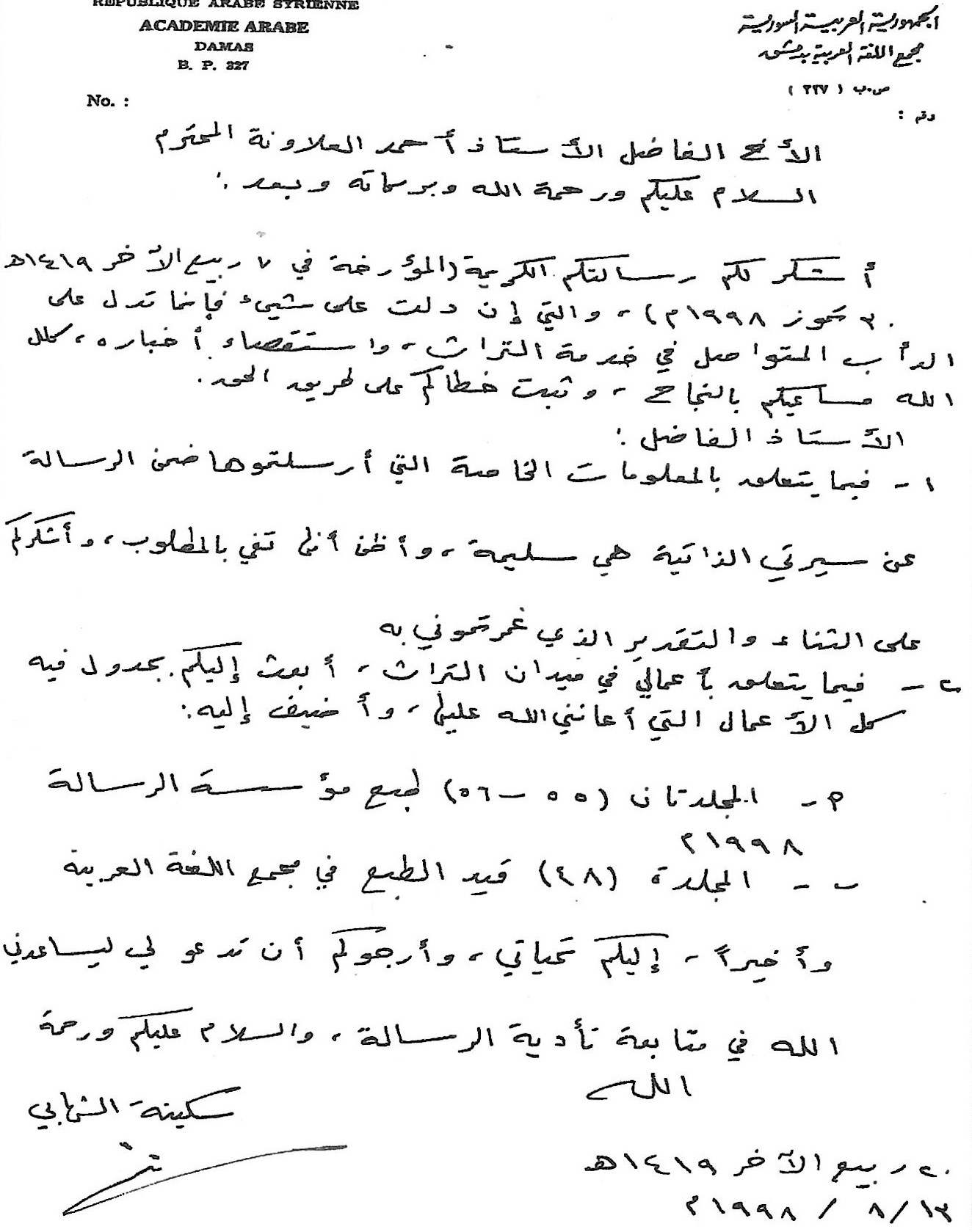
رسالة بخطِّ سكينة الشهابي إلى المؤرِّخ أحمد العلاونة

- وصفها زميلها الدكتور محمد مطيع الحافظ بقوله: «كنت زميلًا لسكينة الشهابي في مجمع اللغة العربية بدمشق من عام 1973 إلى 1989. كانت ملتزمةً غاية الالتزام بدينها، حريصة على الوقت، جادَّة في كل أمورها، لا تعرف الهزل، منصرفة لشأنها، صابرة على وَحدتها. حجَّت في آخر عمرها، وكانت فرحةً لأدائها الفريضة، توفيت عَذراء لم تتزوَّج».[13]
- كتب عنها الأستاذ المؤرِّخ أحمد العلاونة: «كانت نمطًا فريدًا فيمن عرَفتُ من المحقِّقين.. وهي أجلُّ المحقِّقات العربيات المعاصرات بلا مُنازع.[32] عرفتُها بتاريخ ابن عساكر قبل أن أراسلَها، وقبل أن ألقاها مرَّات في مجمع اللغة العربية بدمشق.. ثم أنبأَتني مُراسلَتي إيَّاها واجتماعي بها، بما تتَّصفُ به من تواضُع شديد وخُلُق حميد، وبما قاسَتهُ في صِغَرها من شَظَف العَيش، مع الصبر والاعتداد بالنفس.. كانت تحدِّثني دائمًا بأسفٍ عن عبث كبار المحقِّقين بالتراث، وقلَّة أمانتهم، وتذكُر لي أسماءهم، وهُم مِلْءُ السمع والبصر! وكانت تحدِّثني أيضًا عمَّا كانت تواجهُه من صعوبات في بداية عملها في تحقيق "تاريخ ابن عساكر"، وكيف اهتدَت إلى مَنهج مؤلِّفه فيه وطريقته في ذِكر أسانيده، وتُعرِّج على أحد الناشرين الذي أخذَ منها عدَّة أجزاءٍ من التاريخ، فلا هو طبعَها ولا هو ردَّها!».[6][15]
- قال في وصفها الأستاذ خير الله الشريف: «كانت سَكِينة فارسةَ النهار وراهبةَ الليل، والمثالَ المُحتَذى في الزهد في الدنيا، والانقطاع للعلم، والجَلَد عليه، واللُّطف والرقَّة، والكرم والنسُك، والورع والتُّقى. أمضَت ربع قرن ويزيد من الصبر في مِحْراب تحقيق "تاريخ مدينة دمشق" لابن عساكر، حتى أخرجَت وحدَها لِواذَ أربعين مجلدةً، هي نصفُ هذا السِّفْر الجليل النادر الفريد المثال.. ما أشدَّ ورعَها ورقَّتَها إذ قالت لي قُبَيل وفاتها بأسبوع، وقد طلبتُ عيادتها في مرَضِها: أعتذر إليك، وإن كنتَ الرجلَ الوحيدَ الذي كنتُ سأسمح له بزيارتي لو أتَحتُ ذلك لأحدٍ من الرجال!».[2]
- ذكر من فضائلها ابنُ أختها أبو العباس قائلًا: «كانت خالتي سكينة رحمها الله سخيةً كريمة مضيافة في بيتها، ولمَّا كانت تزورنا في مسقط رأسها في مدينة الباب تحمل معها عشرات الهدايا لأقاربها. ولمَّا كنت أزورها في بيتها في مِنطقة العَدَوي بدمشق كانت تطلب مني أن أساعدَها بقراءة المخطوطات التي كنت أحسُّ كأنها طلاسم، نظرًا لعدم تعوُّدي على قراءتها. وكنت أعجب من إصرارها على القراءة والمتابعة بالرغم من شدَّة تعبها وإرهاقها. كانت وعدَتني بأنها ستأتي عُمرة وتزورني في المدينة المنوَّرة، ولكنَّ المنية وافتها بعد عدَّة أيام من محادثتها معي. كنَّا نتمنى أن نسمِّيَ المركز الثقافي بالباب باسمها، وخاصَّة أن مكتبتها الضخمة صارت فيه، ولكن لم يوافق المسؤولون هناك!».[33]

## أسرتها
انقطعت سَكينة للبحث العلمي وتحقيق التراث فبقيت عزباء لم تتزوَّج.
وممَّن عُرف من أسرتها:
- أخوها الأكبر العالم الشيخ محمد بن علي الحمدان الشِّهابي ولد نحو عام 1918، انتقل إلى دمشق، ودرس في الثانوية الشرعية فيها،[11] وتَلْمَذَ للشيخ حسن حَبَنَّكة المَيداني، ثم عمل إمامًا وخطيبًا في جامع القزَّازين (الذي سُمِّي بعد توسعته بجامع الفاروق)، وهو مُطِل على شارع بغداد بدمشق، وتزوَّج دمشقية. وكان من أهل العلم والصلاح والتواضع، شافعيَّ المذهب، وممَّن درس عنده وانتفع بعلمه في فتوَّته وشبابه الدكتور الفيزيائي مكي الحسني الجزائري الأمين العام لمجمع اللغة العربية بدمشق. توفي الشيخ الشهابي نحو عام 1965.[34] وكان سافر إلى الكويت وعمل فيها إمامًا وخطيبًا، مع التدريس والتوجيه.[35]
- أخوها الأوسط الأستاذ أحمد بن علي الحمدان الشهابي، صاحب اليد الطُّولى في تشجيعها وأختِها الصُّغرى على الدراسة،[11] وقد كان حَدِبًا عليها، وعاشت معزَّزة مكرَّمة في كنفه بدمشق، ثم انتقل للعمل في الكويت أيضًا مع بقية إخوته.
- أختها الصُّغرى تلقَّت تعليمها في دراسة حرة، وتخرَّجت في قسم اللغة العربية بجامعة دمشق، وحصلت منه على الإجازة مثلها، عملت معلِّمة للغة العربية في ثانويات دمشق، وتزوَّجت عام 1970، وفي عام 1974 انتقلت مع زوجها إلى مدينة حلب، واستقرَّا فيها.[11]
- ابن عمِّها العماد حكمت الشهابي،[14] رئيس هيئة أركان الجيش السوري.

## وفاتها
توفيت سكينة الشهابي في دمشق، يوم الجمعة 18 جُمادى الآخرة 1427هـ الموافق 14 يوليو (تموز) 2006م، عن عمر ناهز خمسًا وسبعين سنة، ونُقل جُثمانها إلى مدينة الباب ودُفنت فيها.

## الملاحظات
1. ↑  النَّبَل: بالتحريك، جمعُ نَبِيل. كما في "لسان العرب" لابن منظور (ن ب ل). والمراد بهم شيوخ أصحاب الكتب الستَّة (البخاري، ومسلم، وأبو داود، والتِّرمذي، والنَّسائي، وابن ماجه).

## وصلات خارجية
- أرشيف الشارخ للمجلات الأدبية والثقافية العربية، مقالات سكينة الشهابي.
- قصة المحققة سكينة الشهابي، مع تحقيق كتاب: تاريخ دمشق لابن عساكر، الشيخ سفيان عايش.